# Narodi svijeta G
Narodi svijeta G
Gacko crnogorsko pleme.
Gegi, ostali nazivi ili varijante: Gheg.
- Lokacija: sjeverno od rijeke Shkumbi, Albanija (599,000); Srbija (1,754,000); Makedonija (372,000); SAD (121,000); Crna Gora (31,000); Slovenija (3,900); Bugarska (2,900).
- Jezik/porijeklo: ogranak Albanaca, govore gegijski dijalekt.
- Populacija (2007): 2,884,000 u 7 država.
- Vanjske poveznice: Gheg of Albania

Gia Rai →Jarai
Giáy. Ostali nazivi:
- Lokacija: Vijetnam
- Jezik/porijeklo:
- Populacija:
- Kultura:
- Vanjske poveznice:

Giẻ Triêng. Ostali nazivi:
- Lokacija: Vijetnam
- Jezik/porijeklo:
- Populacija:
- Kultura:
- Vanjske poveznice:

Giljaci →Nivhi
Ginuhci. Ostali nazivi: Гинухцы
- Lokacija:
- Jezik/porijeklo: avarsko-andodidojski narodi
- Populacija (2007):
- Vanjske poveznice:

Gluhi Do crnogorsko pleme iz Crmničke nahije.
Godoberinci. Ostali nazivi: Годоберинцы (ruski)
- Lokacija:
- Jezik/porijeklo: avarsko-andodidojski narodi
- Populacija (2007):
- Vanjske poveznice:

Goldi. Ostali nazivi: Nanajci, nanai (vlastito ime), Nanais (engl).
- Lokacija:
- Jezik/porijeklo:
- Populacija (2007):
- Vanjske poveznice:

Gorski Židovi (Горские евреи) →Planinski Židovi
Gradac, crnogorsko, u potpunosti neformirano 'pleme' iz Lješanske nahije 
Građani, crnogorsko pleme u Riječkoj nahiji
Grahovo, crnogorsko pleme u Hercegovini
Grbalj, crnogorsko pleme u Primorju
Grci, ostali nazivi: Heleni
- Lokacija: pretežno Grčka, sveukupno u 85 država (bez Cipra) (2007). Uz Grčku najviše ih ima u SAD (1,347,000), Njemačka (573,000), Australija (273,000), Kanada (159,000), Italija (155,000), Poljska (115,000; dio govori tatarski, tzv. Grci-Tatari, dio grčki, Grci-Heleni), Albanija (100,000).
- Jezik/porijeklo: porijeklom od starih helenskih plemena, čine posebnu skupinu indoeuropskih jezika.
- Populacija (2007): 13,318,000 (bez ciparskih Grka kojih ima preko 550,000), od toga 9,556,000 u Grčkoj.
- Vanjske poveznice:

Gruzijci. Ostali nazivi: Грузины (ruski)
- Lokacija:
- Jezik/porijeklo: Plemena: Adžarci (Adžarcy; Аджарцы), Gurijci (Gurijcy; Гурийцы), Hevsuri (Hevsury; Хевсуры), Imeretinci (Imeretiny; Имеретины), Ingilojci (Ingilojcy; Ингилойцы), Kahetinci (Kahetincy; Кахетинцы), Kartlijci (Kartlijcy; Картлийцы), Lečhumci (Lečhumcy; Лечхумцы), Mohevci (Mohevcy; Мохевцы), Pšavi (Pšavy; Пшавы), Račvelci (Račvelcy; Рачвельцы), Tušinci (Tušincy; Тушинцы). Ponekad im se pridodaju i Svani (Сваны), Lazi (Лазы) i Mingreli ili Megreli  (Мегрелы).
- Populacija (2007):
- Kultura:
- Vanjske poveznice:

Gruzijski Židovi. Ostali nazivi:
- Lokacija: Gruzija
- Jezik/porijeklo:
- Populacija (2007):
- Vanjske poveznice:

Gunzibci. Ostali nazivi: Hunzibci
- Lokacija:
- Jezik/porijeklo: avarsko-andodidojski narodi
- Populacija (2007):
- Vanjske poveznice:

Gurijci. Ostali nazivi:  Gurijcy (Гурийцы; ruski)
- Lokacija: zapadna Gruzija
- Jezik/porijeklo: kartvelski, kavkaska grupa
- Populacija (2007):
- Vanjske poveznice:

Ga'anda   	Adamawa, Nigerija  
Gade   	Niger, Nigerija
Galambi   	Bauchi, Nigerija
Gamergu-Mulgwa   	Bomo, Nigerija
Ganawuri   	Plateau, Nigerija 
Gavako   	Borno, Nigerija 
Gbedde   	Kogi, Nigerija 
Gengle   	Taraba, Nigerija 
Geji   	Bauchi, Nigerija 
Gera (Gere, Gerawa)   	Bauchi, Nigerija 
Geruma (Gerumawa)   	Plateau, Nigerija 
Geruma (Gerumawa)   	Bauchi, Nigerija 
Gingwak   	Bauchi, Nigerija 
Gira   	Adamawa, Nigerija 
Gizigz   	Adamawa, Nigerija 
Goernai   	Plateau, Nigerija 
Gokana (Kana)   	Rivers, Nigerija 
Gombi   	Adamawa, Nigerija 
Gornun (Gmun)   	Taraba, Nigerija 
Gonia   	Taraba, Nigerija 
Gubi (Gubawa)   	Bauchi, Nigerija 
Gude   	Adamawa, Nigerija 
Gudu   	Adamawa, Nigerija 
Gure   	Kaduna, Nigerija 
Gurmana   	Niger, Nigerija 
Gururntum   	Bauchi, Nigerija 
Gusu   	Plateau, Nigerija 
Gwa (Gurawa)   	Adamawa, Nigerija 
Gwamba   	Adamawa, Nigerija 
Gwandara   	Kaduna, Niger, Plateau, Nigerija 
Gwari (Gbari)   	Kaduna, Niger, Plateau, Nigerija 
Gwom   	Taraba, Nigerija 
Gwoza (Waha)   	Bomo, Nigerija 
Gyem   	Bauchi, Nigerija
Gunwinggu (NT), Gungorogone (NT), Gunditjmara (VIC), Gunavidji (NT), Gulngai (QLD), Goeng (QLD), Giabal (QLD), Gia (QLD), Geawegal (NSW), Gandangara (NSW), Gambalang (NT), Gadjalivia (NT), Gaari (NT)